# 안변 한씨
안변 한씨(安邊 韓氏)는 함경남도 안변군을 본관으로 하는 한국의 성씨이다.
시조 한련(韓漣)은 청주 한씨(淸州 韓氏)의 시조 한란(韓蘭)의 9세손으로 고려 때 한성부판윤(漢城府判尹)을 역임했고 안원군(安原君)에 봉해졌다고 한다.

## 역사
안변 한씨(安邊 韓氏)의 시조 한련(韓漣)은 청주 한씨(淸州 韓氏)의 시조 한란(韓蘭)의 9세손으로 고려 때 한성부판윤(漢城府判尹)을 역임했고 안원군(安原君：안원은 안변의 옛 지명)에 봉해졌다고 한다. 그의 후손들이 청주한씨에서 분적하여 그를 시조로 안변(安邊)을 본관으로 하여 세계를 이어왔다.

## 본관
안변(安邊)은 함경남도 안변군이다. 남옥저에 속했다가 56년(고구려 태조왕 4)에 비열홀군(比列忽郡)이라 칭하였다. 556년(신라 진흥왕 17)에 비열주를 설치하였고, 757년(경덕왕 16)에 삭정군(朔庭郡)으로 개칭하였다. 920년(고려 태조 3) 등주(登州)로 개칭하였고, 1018년(현종 9) 안변도호부로 개칭하였다. 1018년(현종 9)에 등주안변도호부로 개칭했다. 조선시대에는 현‧도호부‧진 등으로 개폐를 거듭하다가 1895년(고종 32)에 지방제도 개정으로 안변군이 되었고, 1914년 군면 폐합으로 학포군(鶴浦郡)과 영풍군(永豊郡)을 병합하였다.

## 조선 왕실과의 인척 관계
- 태조비 신의왕후

## 유명 인물
- 한영태(韓永泰, 1854년 ~ ) : 독립운동가
- 한면각(韓冕珏, 1858년 ~ ) : 독립운동가
- 한계유(韓啓維, 1862년 ~ ) : 독립운동가
- 한직연(韓稷淵, 1863년 ~ 1926년) : 한의사
- 한승풍(韓承豊, 1868년 ~ ) : 독립운동가
- 한규문(韓奎文, 1869년 ~ ) : 독립운동가
- 한병택(韓秉澤, 1869년 ~ ) : 독립운동가
- 한두정(韓斗正, 1880년 ~ ) : 한의사
- 한창혁(韓昌赫, 1881년 ~ ) : 독립운동가
- 한성실(韓成實, 1886년 ~ 1953년) : 농부
- 한준형(韓俊炯, 1888년 ~ 1959년) : 독립운동가
- 한병무(韓秉武, 1893년 ~ ) : 한의사
- 한운용(韓雲用, 1895년 ~ 1921년) : 독립운동가
- 한위건(韓偉健, 1896년 ~ 1937년) : 독립운동가
- 한장경(韓長庚, 1896년 ~ 1967년) : 역학자
- 한철봉(韓哲鳳, 1898년 ~ 1934년) : 독립운동가
- 한격만(韓格晩, 1899년 ~ 1985년) : 법조인
- 한진술(韓鎭述, 1900년 ~ 1950년) : 독립운동가
- 한설야(韓雪野, 1900년 ~ 1976년) : 소설가
- 한동석(韓東錫, 1911년 ~ 1968년) : 한의사
- 한도련(韓道鍊, 1912년 ~ 1973년) : 독립운동가
- 한영빈(韓永彬, 1916년 ~ 2003년) : 의사
- 한하운(韓何雲, 1920년 ~ 1975년) : 시인
- 한면필(韓冕鉍, 1920년 ~ 1980년) : 독립운동가
- 한찬식(韓瓚植, 1921년 ~ 1977년) : 시인
- 한성기(韓性祺, 1923년 ~ 1984년) : 시인
- 한봉흠(韓鳳欽, 1927년 ~ 2019년) : 교수
- 한치규(韓致奎, 1929년 ~ 2016년) : 사진가
- 한동선(韓東宣, 1956년 ~ ) : 의사
- 한성민(1970년 ~ ) : 가수
- 한성원(韓盛媛, 1973년 ~ ) : 모델
- 한고은(韓高恩, 1975년 ~ ) : 배우

## 인구
대한민국 통계청의 인구조사에 의하면 안변 한씨는 1985년에는 3명, 2000년에는 27가구, 96명이 있는 것으로 조사되었다. 대부분 함경도에 거주하여 남한에는 인구가 극히 적다.

## 같이 보기
- 전주 이씨
- 청해 이씨